# Épieds-en-Beauce
Épieds-en-Beauce és un municipi francès, situat al departament del Loiret i a la regió de Centre – Vall del Loira. L'any 2007 tenia 1.372 habitants.

## Demografia

### Població
El 2007 la població de fet d'Épieds-en-Beauce era de 1.372 persones. Hi havia 504 famílies, de les quals 88 eren unipersonals (52 homes vivint sols i 36 dones vivint soles), 180 parelles sense fills, 212 parelles amb fills i 24 famílies monoparentals amb fills.
La població ha evolucionat segons el següent gràfic:
Habitants censats

### Habitatges
El 2007 hi havia 574 habitatges, 507 eren l'habitatge principal de la família, 51 eren segones residències i 16 estaven desocupats. 554 eren cases i 19 eren apartaments. Dels 507 habitatges principals, 398 estaven ocupats pels seus propietaris, 106 estaven llogats i ocupats pels llogaters i 3 estaven cedits a títol gratuït; 3 tenien una cambra, 21 en tenien dues, 68 en tenien tres, 145 en tenien quatre i 270 en tenien cinc o més. 462 habitatges disposaven pel capbaix d'una plaça de pàrquing. A 177 habitatges hi havia un automòbil i a 296 n'hi havia dos o més.

### Piràmide de població
La piràmide de població per edats i sexe el 2009 era:
| Homes | Edats   | Dones |
| ----- | ------- | ----- |
| 0     | 95 o +  | 4     |
| 1     | 90 a 94 | 2     |
| 9     | 85 a 89 | 11    |
| 24    | 80 a 84 | 11    |
| 15    | 75 a 79 | 30    |
| 17    | 70 a 74 | 31    |
| 24    | 65 a 69 | 17    |
| 16    | 60 a 64 | 15    |
| 12    | 55 a 59 | 15    |
| 34    | 50 a 54 | 29    |
| 35    | 45 a 49 | 35    |
| 34    | 40 a 44 | 34    |
| 38    | 35 a 39 | 42    |
| 35    | 30 a 34 | 27    |
| 35    | 25 a 29 | 48    |
| 32    | 20 a 24 | 21    |
| 15    | 15 a 19 | 32    |
| 23    | 10 a 14 | 35    |
| 15    | 5 a 9   | 28    |
| 28    | 0 a 4   | 30    |

## Economia
El 2007 la població en edat de treballar era de 846 persones, 676 eren actives i 170 eren inactives. De les 676 persones actives 640 estaven ocupades (336 homes i 304 dones) i 36 estaven aturades (7 homes i 29 dones). De les 170 persones inactives 66 estaven jubilades, 57 estaven estudiant i 47 estaven classificades com a «altres inactius».

### Ingressos
El 2009 a Épieds-en-Beauce hi havia 511 unitats fiscals que integraven 1.408 persones, la mediana anual d'ingressos fiscals per persona era de 18.307 €.

### Activitats econòmiques
Dels 52 establiments que hi havia el 2007, 2 eren d'empreses alimentàries, 11 d'empreses de construcció, 16 d'empreses de comerç i reparació d'automòbils, 3 d'empreses de transport, 1 d'una empresa d'hostatgeria i restauració, 3 d'empreses financeres, 1 d'una empresa immobiliària, 5 d'empreses de serveis, 4 d'entitats de l'administració pública i 6 d'empreses classificades com a «altres activitats de serveis».
Dels 18 establiments de servei als particulars que hi havia el 2009, 1 era una oficina de correu, 2 oficines bancàries, 2 tallers de reparació d'automòbils i de material agrícola, 2 paletes, 2 guixaires pintors, 1 fusteria, 5 lampisteries, 1 electricista, 1 perruqueria i 1 saló de bellesa.
Dels 3 establiments comercials que hi havia el 2009, 1 era una botiga de més de 120 m², 1 una botiga de menys de 120 m² i 1 una fleca.
L'any 2000 a Épieds-en-Beauce hi havia 37 explotacions agrícoles que ocupaven un total de 2.871 hectàrees.

## Equipaments sanitaris i escolars
L'únic equipament sanitari que hi havia el 2009 era una farmàcia.
El 2009 hi havia 1 escola maternal integrada dins d'un grup escolar amb les comunes properes formant una escola dispersa i 1 escola elemental integrada dins d'un grup escolar amb les comunes properes formant una escola dispersa.

## Poblacions més properes
El següent diagrama mostra les poblacions més properes.